# Láposi Farkas
Láposi Farkas (Budapest, 1970. július 29. – Budapest, 2010. február 24.) magyar gitárművész, jazz-blues-gitáros, basszusgitáros, számítógépes zenész.
A Liszt Ferenc Zeneművészeti Egyetem Dzsessz Tanszakán tanult mint nagybőgős, majd négy év bőgőzés után váltott gitárra. Később az általa kifejlesztett, speciális négyhúros szólógitáron, az ún. tenorgitáron játszott. Sok zenekarban megfordult, ami járatossá tette a legkülönfélébb zenei stílusokban.

## Stílusa
Láposi Farkas elsősorban koncertzenészként tette le névjegyét a magyar zenei élet asztalára. Akár saját dalaiban, akár feldolgozásokban, de gitárzenéjét mindig jellegzetesen egyedi hangzás teszi felismerhetővé. Improvizatív játékának jellemzője – virtuozitása mellett is – az egyszerűség, a tiszta érzelmeket és gondolatokat közvetítő művészi erő.
Zenéje nyitott több stílusirányra, otthonos a dzsessz, a rock, a blues és a funk világában is, de ő alapvetően dzsessz-blues-gitárosként határozta meg magát. Az, hogy bluest játszik dzsesszesen vagy dzsesszt bluesosan, nem dőlt el.
Ez a sokszínűség egy, Láposi Farkas munkásságát és stílusát alapvetően meghatározó és alakító alkotói közösségnek, a G-BEER dzsessz-blues zenekarnak is köszönhető volt.
Az a különleges hangzás, amit először pengetővel, majd 2009-től kézzel csalogatott elő a speciális négy húros hangszerből, semmivel nem volt összehasonlítható és a koncerteken világszínvonalú blues, jazz és rock hangzások születtek. A zenét Giber Jánossal sokszor a színpadon alkották és ennek eredményeképpen az évek során az addig főleg interpretáló (Jimi Hendrix, Cream) előadóból különleges örvénylő, magával ragadó saját zenét alkotó művésszé vált.
Játéka ennek hatására megváltozott, az improvizációt ezután ötvözte egy kényes és nagyon igényes kötöttséggel, ami egyedülállóvá tette előadásait.
Példaképei maguk is különlegességek a zenei hírességek világában: Robert Cray, Albert King, Albert Collins, B. B. King, Marcus Miller, Robben Ford, Pandit Hariprasad Chaurasia. Pályáján a legnagyobb mesterei Michael Hedges, Jimi Hendrix, J.S. Bach voltak – és ahogy régebbi honlapján vallotta: "az összes feketerigó…"

## Tevékenységi területei
2004-től egészen haláláig Láposi Farkas a G-BEER együttesben játszott, Giber Jánossal (blues harmonika, ének) és más zenésztársakkal, mint Gyöngyösi Gábor (billentyű), Fekete István (trombita), Szuna Peti (basszusgitár), Herr Attila (basszus), Kovács Jocó (dob), Oláh Gabi (dob), Gyenge Lajos (dob) és Donászy Tibi (dob) különleges, egyedi performanszokat és élő koncerteket adott, a legkülönbözőbb zenei stílusokban.
A G-BEER együttes stílusát nehéz meghatározni.
Ime néhány, a sajtóban és interjúban megjelent próbálkozás: Pszicho-Blues, Alternatív dzsessz-blues őrület, Stone-Dzsessz, Moving free.
A sajtóban ez a cikk jelent meg a zenekarról:
Kemény és szabad, nagyon szabad örvénylő, jazz-blues alapokra épülő zene, amely saját világában megidézi Tom Waits, Miles Davis, Eric Burdon, Hendrix és a Doors ízeit, de néha ős punk, rap és tarantínós texas rock elemek is megjelennek. Minden a színpadon születik, a zenekara játéka a frontember, Giber János (ének, blues-harmonika) hangulatától, hirtelen ötleteitől függ, és néha magát a kiváló és ismert zenészekből álló zenekart is meglepi.
A zenekar egyik pillére Láposi Farkas, aki négyhúros gitárján nyűgözi le a közönséget. Játékát egy speciális effekt nélküli sound jellemzi, ami sokak szerint a világon egyedülálló. Fekete Pisti trombitán jazz és latin elemeket varázsol, Gyöngyösi Gabi billentyűn hol rockos, hol jazzes virtuóz játékával járul hozzá a közös zeneteremtés rítusához, mindezt Oláh Gabi (dob) és Szuna Peti (bass) feszes, mégis szabad ritmusvilága fogja össze. Fekete Jani beatbox és konga elemekkel színesít.
A Giber János és Láposi Farkas által alapított zenekar önálló estjein a közönség együtt repülhet a zenével, és a zenekarral. Az élő koncert hangulata videón, vagy hangfelvételen visszaadhatatlan. Energiakisülésekkel, lélekrobbanásokkal kísért performance és örömzene ez a javából, különleges, meghatározó zenei élmény.
A koncertekről több felvétel született, többek között a Duna TV is rögzítette az egyik előadást. A YouTube-on visszakereshetők ezek a videók.
A G-BEER együttes SILENT DANCE című CD-je kis példányszámban készült el, de Láposi Farkas zenéje és hitvallása minden egyes improvizatív számot (Láposi Farkas – Giber János) különlegessé tesz.
A zenerajongók bluesgitárosként mint nemzetközileg elismert előadók egyenrangú partnerét is ismerhették, például a Karen Carroll blues-énekesnőt kísérő zenekar szólógitárosaként.
A médium és lassú tempók, a nyugodt, hűvös zenék, hangulatok jellemzik muzsikáját, az eredeti és letisztult játék, a fárasztó közhelyek és trükkök kerülése. Művészi személyiségének fejlődésére nagy hatással volt az indiai klasszikus zene és a hozzá tartozó filozófia is.
Érdekes kirándulásai a költészet világába a Falcsik Mari költőnővel közösen rendezett performanszok, amelyeken az elektoromosgitár-zene mint a versekkel egyenrangú lírai hang szólal meg.